# São Galo (cantão)
São Galo (em alemão Sankt Gallen) é um dos cantões da Suíça, localizado no nordeste do país.
A língua oficial deste cantão é o alemão.

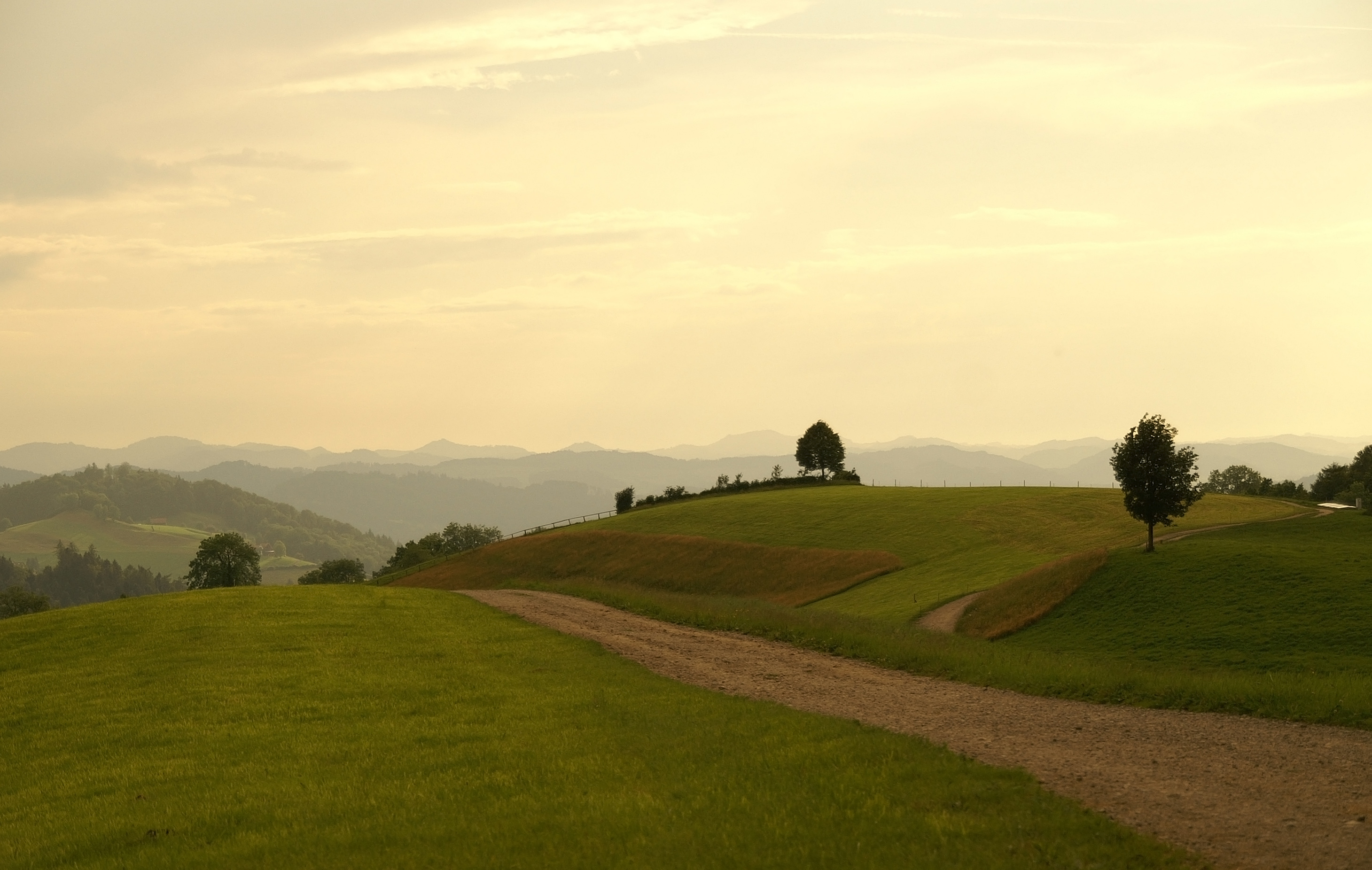
Vista de São Galo